# Trachipedula
Trachipedula (gr. Τραχυπέδουλα) – wieś w Republice Cypryjskiej, w dystrykcie Pafos. W 2011 roku liczyła 64 mieszkańców.